# Frullania grayana
Frullania grayana là một loài Rêu trong họ Jubulaceae. Loài này được Sull. mô tả khoa học đầu tiên năm 1856.